# De Zilveren Bal
De Zilveren Bal is een schaatswedstrijd annex schaatsshow die jaarlijks aan het einde van het schaatsseizoen in de Elfstedenhal in de stad Leeuwarden georganiseerd wordt. Grondleggers zijn oud-olympiër Jan Ykema en Karsten van Zeijl. Telkens strijden er drie topsprinters tegen elkaar over 100 meter voor een plek in de volgende ronde. Uiteindelijk rijden de drie snelste dames en heren de finale. 

## Geschiedenis
Het ontstaan van de schaatswedstrijd de Zilveren Bal is terug te voeren op een andere schaatswedstrijd, de Gouden Bal. Dit is een kortebaanwedstrijd voor dames, die door de Leeuwarder IJsclub georganiseerd wordt bij de Koperen Tuin in Leeuwarden als er voldoende natuurijs ligt. Het gebrek aan natuurijs in Nederland zorgt ervoor dat de Gouden Bal niet zo vaak verreden kan worden. Mede om deze reden besloten oud-olympiër Jan Ykema en Karsten van Zeijl, zijn schaatspupil van destijds, om een jaarlijkse schaatsshow te organiseren op kunstijs. De naam De Zilveren Bal is zodoende een knipoog naar De Gouden Bal.

## Resultaten

### Mannen
| Jaar | Datum         | Goud              | Zilver            | Brons              |
| ---- | ------------- | ----------------- | ----------------- | ------------------ |
| 2016 | di 15 maart   | Gilmore Junio     | Jesper Hospes     | Ryohei Haga        |
| 2017 | wo 15 maart   | Dai Dai N'tab     | Kai Verbij        | Jesper Hospes      |
| 2018 | wo 21 maart   | Michel Mulder     | Ronald Mulder     | Jesper Hospes      |
| 2019 | vr 15 maart   | Yuma Murakami     | Laurent Dubreuil  | Stefan Westenbroek |
| 2020 | wo 11 maart   | Viktor Moesjtakov | Gilmore Junio     | Ronald Mulder      |
| 2021 | niet verreden | niet verreden     | niet verreden     | niet verreden      |
| 2022 | wo 16 maart   | Bjørn Magnussen   | Jeffrey Rosanelli | Mirko Nenzi        |
| 2023 | wo 8 maart    | Yuma Murakami     | Jevgeni Kosjkin   | Jordan Stolz       |
| 2024 | wo 13 maart   | Jim Dhore         | Jordan Stolz      | Stefan Westenbroek |
| 2025 | wo 19 maart   | Jevgeni Kosjkin   | Marek Kania       | Jordan Stolz       |

### Vrouwen
| Jaar | Datum         | Goud                 | Zilver               | Brons            |
| ---- | ------------- | -------------------- | -------------------- | ---------------- |
| 2016 | di 15 maart   | Heather McLean       | Karolína Erbanová    | Nao Kodaira      |
| 2017 | wo 15 maart   | Floor van den Brandt | Dione Voskamp        | Michelle de Jong |
| 2018 | wo 21 maart   | Karolína Erbanová    | Floor van den Brandt | Femke Beuling    |
| 2019 | vr 15 maart   | Angelina Golikova    | Janine Smit          | Konami Soga      |
| 2020 | wo 11 maart   | Angelina Golikova    | Kaylin Irvine        | Janine Smit      |
| 2021 | niet verreden | niet verreden        | niet verreden        | niet verreden    |
| 2022 | wo 16 maart   | Dione Voskamp        | Femke Kok            | Anna Boersma     |
| 2023 | wo 8 maart    | Dione Voskamp        | Femke Kok            | Erin Jackson     |
| 2024 | wo 13 maart   | Dione Voskamp        | Femke Kok            | Anna Boersma     |
| 2025 | wo 19 maart   | Femke Kok            | Anna Boersma         | Dione Voskamp    |

### Meeste overwinningen
| Plek | Atleet            | goud | zilver | brons |
| ---- | ----------------- | ---- | ------ | ----- |
| 1    | Dione Voskamp     | 3×   | 1×     | 1×    |
| 2    | Angelina Golikova | 2×   |        |       |
| 3    | Femke Kok         | 1×   | 3×     |       |

N.B. Bijgewerkt tot en met 2025